# Pociągi parowe
Pociągi Parowe – Drugi album solowy Krzysztofa Myszkowskiego, założyciela i lidera zespołu Stare Dobre Małżeństwo wydany w 1999 r. Autorami tekstów zaprezentowanych na płycie są m.in. Adam Ziemianin czy Bolesław Leśmian, muzykę do nich skomponował Krzysztof Myszkowski.

## Lista utworów

### CD
1. U Babci (sł. Adam Ziemianin)
2. Kranówa (sł. Adam Ziemianin)
3. Science Fiction (sł. Bakal Piotr)
4. Walc Nad Missisipi (sł. Edward Stachura)
5. Jakoś Tak Się Stało (sł. Adam Ziemianin)
6. Twój List (sł. Adam Ziemianin)
7. Skończoność (sł. Bolesław Leśmian)
8. Z Dziennika I (sł. Bolesław Leśmian)
9. Piosenka (sł. Bolesław Leśmian)
10. Z Dziennika II (sł. Bolesław Leśmian)
11. Ostatni Taniec Z Podkowami (sł. Adam Ziemianin)
12. Krakowskie Przedświty (sł. Adam Ziemianin)
13. Za Górą (sł. Bolesław Leśmian)
14. Pociągi Parowe (sł. Adam Ziemianin)